# Catherine Crowe
Pour les articles homonymes, voir Crowe.
Catherine Crowe, née Stevens à Borough Green (Kent) le 20 septembre 1790 et morte à Folkestone le 14 juin 1872 est une écrivaine et traductrice britannique.

## Biographie
Sa première production littéraire fut une tragédie classique, Aristodème (1838) qui passa à peu près inaperçue. Elle adopta alors un genre plus goûté du public et écrivit plusieurs romans : Manorial Rights, Suzanne Hopley’s Adventures (1841), dont le théâtre rendit le sujet populaire, Lilly Dawson, qui montrait l’influence des passions sur le développement de l’intelligence, The Adventures of a beauty (1851), Linny Lockwood (1854).
La traduction qu’elle donna en 1848 de la Voyante de Prévorst du docteur Justinus Kerner l’amena à étudier les phénomènes du magnétisme animal, et, s’engageant même fort avant dans cette voie, elle publia successivement The Night side of nature (1848), recueil très curieux de récits, d’accidents et d’observations qui se rattachent au monde surnaturel ; Light and darkness, une série de contes fantastiques. En 1859, elle publia Ghost stories and family legends.
Catherine Crowe épousa un lieutenant-colonel en 1822. Son époux meurt en 1860. Elle meurt quant à elle à son domicile de Folkestone dans le Kent le 14 juin 1872. Son fils la fait inhumer au Cheriton Road cemetery.